# Коршинский, Иван Юрьевич
Иван Юрьевич Коршинский (Іван Юрійович Коршинський) (5 июня 1928, село Буштыно, ныне пгт Тячевского района Закарпатской области — 16 ноября 2023, Ужгород) — украинский врач, доцент медицинского факультета Ужгородского государственного университета. Народный депутат Украины 2-го созыва.

## Биография
Учился в Хустской гимназии.
В 1945 году арестован органами МГБ СССР, обвинялся в принадлежности к ОУН. Вскоре освобождён.
В 1947—1948 годах — студент Ужгородского государственного университета.
В 1948 году арестован во второй раз, приговорен к 10 годам заключения по статье 54-10 ч. 1 УК УССР «контрреволюционная агитация и пропаганда», срок отбывал в лагере особого режима «Степлаг» в Карагандинской области Казахской ССР. В 1955 году освобождён.
Продолжил обучение в Ужгородском государственном университете, медицинский факультет которого окончил в 1961 году.
В 1961—1963 годах — хирург Ужгородской клинической больницы.
В 1963—1966 годах — аспирант при кафедре госпитальной хирургии, в 1966—1969 годах — ассистент медицинского факультета Ужгородского государственного университета.
В 1967 году защитил кандидатскую диссертацию «Клиника и диагностика аневризм грудной аорты в свете хирургического лечения».
С 1969 года — доцент кафедры госпитальной хирургии медицинского факультета Ужгородского государственного университета. С 1975 года — заведующий кафедрой детской хирургии.
Народный депутат Украины 2-го созыва с апреля 1994 (2-й тур) до апреля 1998, Тячевский избирательный округ № 174, Закарпатская область. Заместитель и и. о. председателя комитета по вопросам здравоохранения, материнства и детства. Член депутатской группы «Конституционный центр».
Автор воспоминаний:
- Сторінки життя: Мої гулагівські, лікарські, депутатські та громадські університети у спогадах, роздумах, бувальщинах, листах та публікаціях — Ужгород: Ґражда, 2010. — 416 с.: іл. ISBN 978-966-8924-90-3
- Скальпелем і пером : факти, події, роздуми у дзеркалі преси / І. Ю. Коршинський. — Ужгород : ТІМРАNІ, 2011. — 440 с. : іл. — Бібліогр.: с. 421—428.

Заслуженный врач Украины (1997).